# 白川出入口

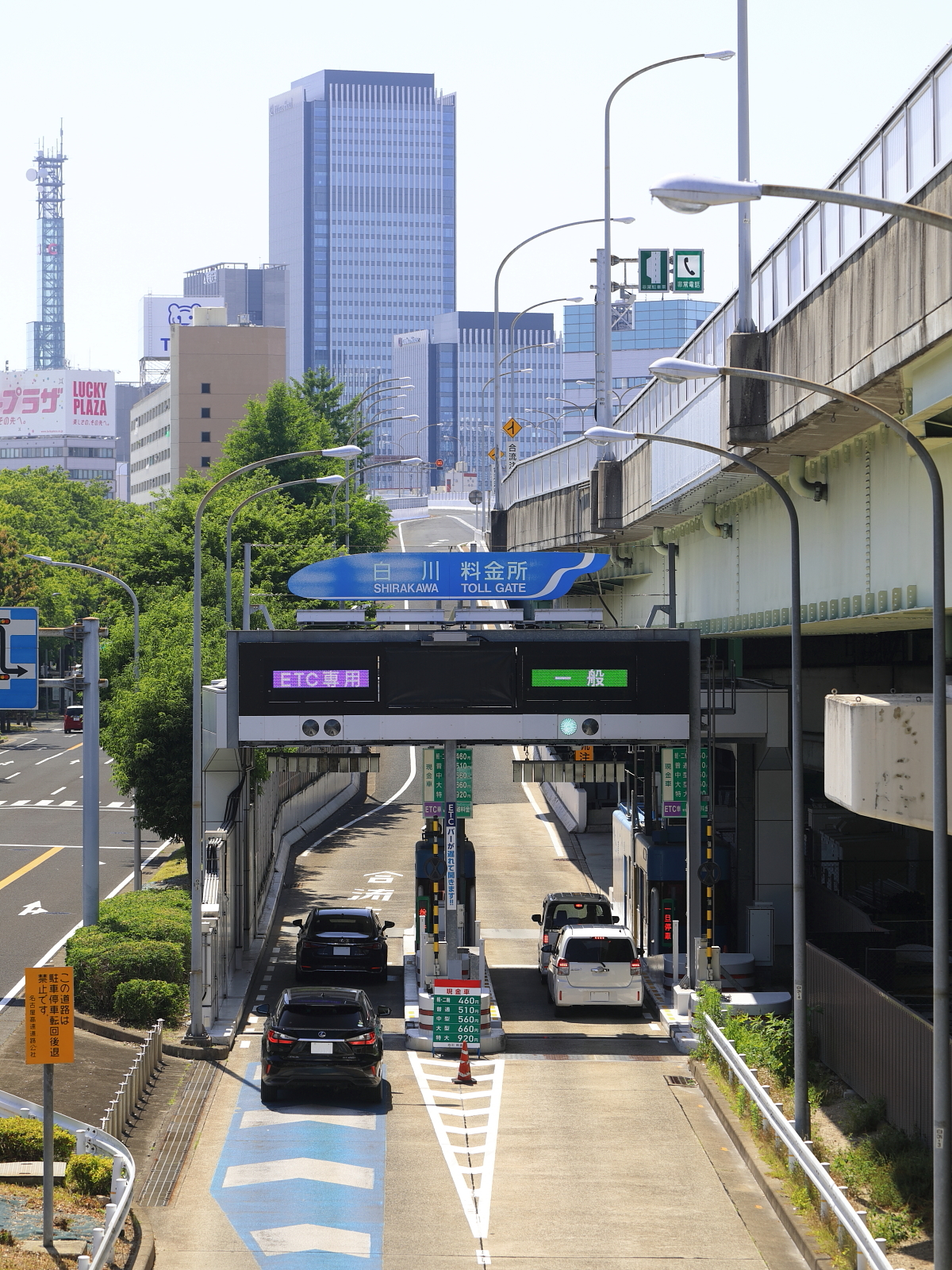
白川料金所
（2022年（令和4年）5月）

白川出入口（しらかわでいりぐち）とは、愛知県名古屋市中区大須にある名古屋高速道路2号東山線のインターチェンジである。
現在、出入口は5号万場線方面のみだが、リニア中央新幹線の開業に向け名古屋高速道路の出入口の新設等により都心へのアクセスの向上を目的として、当出入口の事実上のフルIC化となる栄出入口を設ける計画がある。当出入口から都心環状方面（1号楠線、3号大高線、4号東海線、6号清須線を含む）へ向かうことやその逆はできないので注意が必要。

## 道路
- 名古屋高速2号東山線

## 接続する道路
- 若宮大通

## 料金所

### 新洲崎方面
- レーン数：2
  - ETC専用：1
  - 一般：1

## 沿革
- 1986年（昭和61年）10月27日 - 部分開業区間の終点として開通[2]
- 1988年（昭和63年）4月26日 - 東側部分が開通[4]

## 利用台数
名古屋市統計年鑑による利用台数の推移
| 1991年（平成3年）度  | 2361240台 |  |
| 1992年（平成4年）度  | 2361484台 |  |
| 1993年（平成5年）度  | 2356807台 |  |
| 1994年（平成6年）度  | 2439332台 |  |
| 1995年（平成7年）度  | 2344221台 |  |
| 1996年（平成8年）度  | 2217661台 |  |
| 1997年（平成9年）度  | 2145145台 |  |
| 1998年（平成10年）度 | 2034669台 |  |
| 1999年（平成11年）度 | 1973394台 |  |
| 2000年（平成12年）度 | 1892847台 |  |
| 2001年（平成13年）度 | 1806139台 |  |
| 2002年（平成14年）度 | 1806139台 |  |
| 2003年（平成15年）度 | 1806139台 |  |
| 2004年（平成16年）度 | 1613079台 |  |
| 2005年（平成17年）度 | 1732593台 |  |
| 2006年（平成18年）度 | 1781307台 |  |
| 2007年（平成19年）度 | 1752370台 |  |
| 2008年（平成20年）度 | 1631770台 |  |
| 2009年（平成21年）度 | 1598893台 |  |
| 2010年（平成22年）度 | 1624615台 |  |
| 2011年（平成23年）度 | 1612351台 |  |
| 2012年（平成24年）度 | 1645948台 |  |
| 2013年（平成25年）度 | 1693046台 |  |

## 周辺
- 白川公園
  - 名古屋市科学館[12]
  - 名古屋市美術館
- でんきの科学館[12]
- ナディアパーク[12]
- 名古屋商工会議所[12]
- 大須観音[12]

## 隣
名古屋高速2号東山線
新洲崎JCT - (201 211)白川出入口 - 丸田町JCT